# Laska marszałkowska (wojsko)

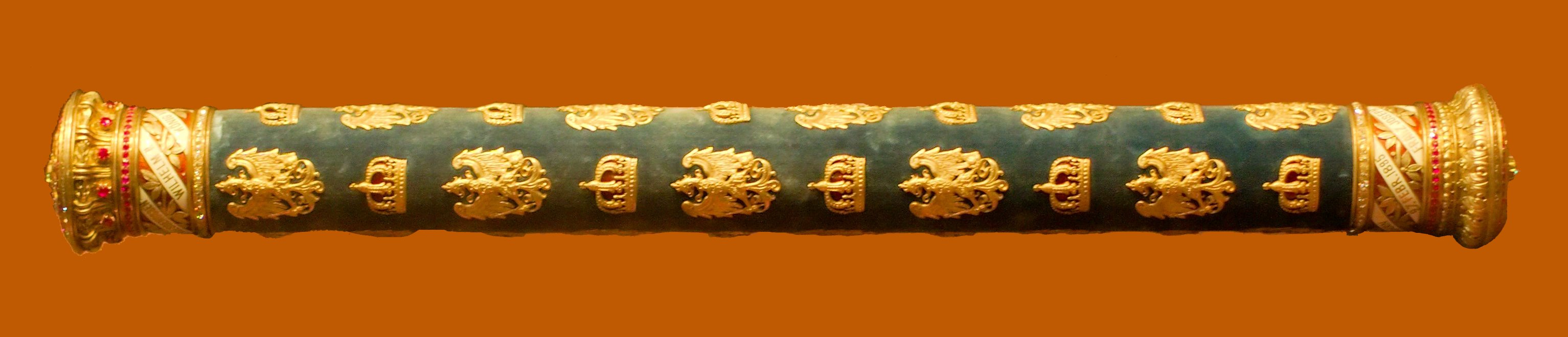
Laska pruskiego feldmarszałka, ok. 1895

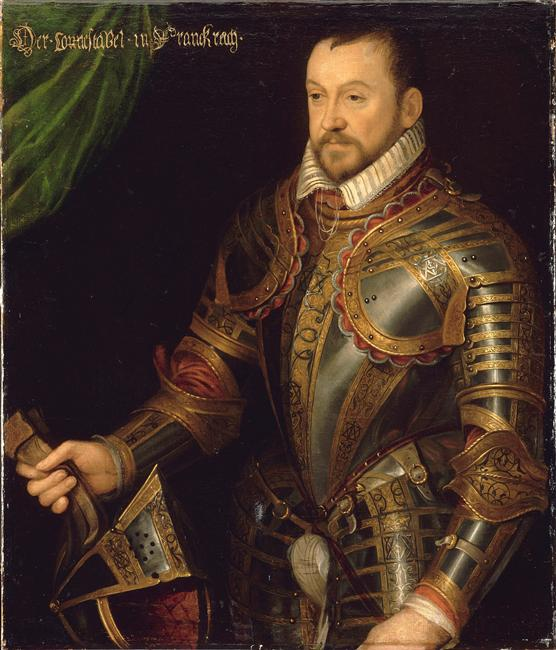
Marszałek Francji François de Montmorency (1530–1579)

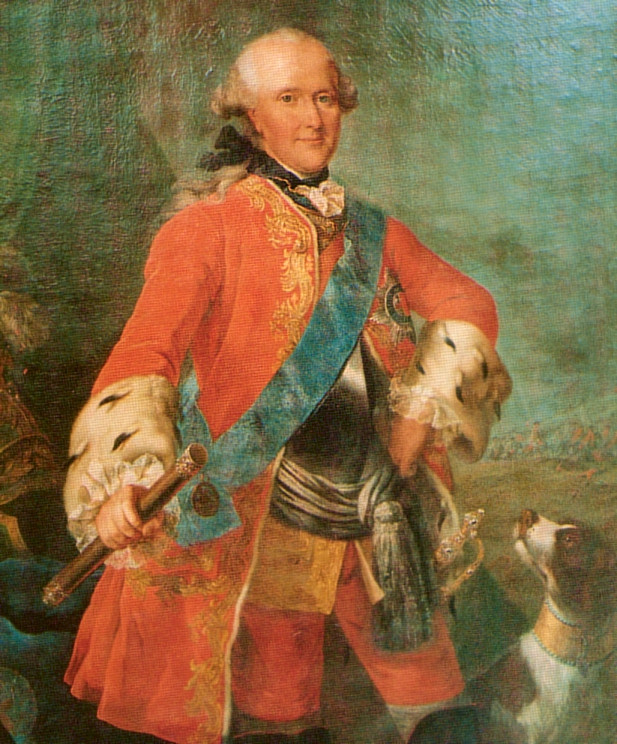
Ferdynand, książę Brunszwiku-Wolfenbüttel, feldmarszałek Św. Cesarstwa Rzymskiego (1721–1792), z laską marszałka

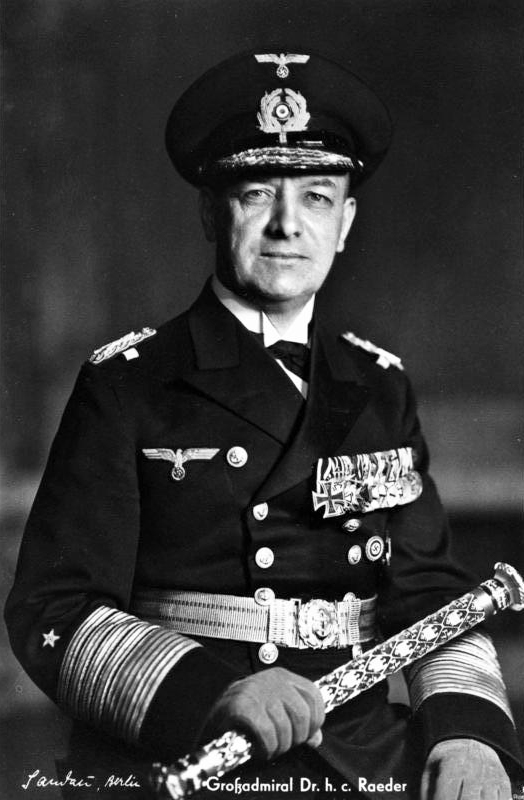
Grossadmiral III Rzeszy Erich Raeder z laską admiralską

Laska marszałkowska – atrybut stopnia marszałka lub feldmarszałka w armiach prawie wszystkich krajów oprócz Polski, gdzie oznaką godności jest buława, i byłego ZSRR, gdzie używano Gwiazdy Marszałkowskiej jako oznaczenia stopnia.

## Zarys historii
Używana tylko przy wielkich uroczystościach wojskowa laska marszałkowska wywodzi się najprawdopodobniej od kunsztownie ozdobionego kija marszałków dworu, symbolu ich urzędu, noszonego przez nich przy wspanialszych procesjach dworskich, a jako atrybut stopnia wojskowego pojawia się pierwszy raz w Królestwie Francji przy nadaniu przez króla Franciszka II rangi marszałkowskiej ks. Franciszkowi de Montmorency (1559). Wręczając mu laskę król – formalny głównodowodzący – zaznaczał pozycję marszałka jako faktycznego najwyższego wodza i szefa sądownictwa wojskowego, posiadającego prawo życia i śmierci nad podwładnymi. Nadawane do końca monarchii burbońskiej laski marszałkowskie nazywano bâton fleurdelisé, były pokryte błękitnym aksamitem lub safianem ze złotymi ornamentami w kształcie fleur-de-lis – heraldycznych lilii francuskich – i wysadzane drogimi kamieniami. Po wprowadzeniu stopnia Marszałka Francji przez Napoleona laski marszałkowskie (wielkości 30–40 cm) ozdabiano ornamentami w kształcie złotych pszczół heraldycznych, jednego z symboli I Cesarstwa Francuskiego (Napoleon III wprowadził zamiast nich orły napoleońskie, a III Republika Francuska złote gwiazdy. Błękitny kolor laski pozostał). Od Napoleona ma pochodzić znane powiedzenie: "Tout soldat français porte dans sa giberne le bâton de maréchal de France" ("Każdy żołnierz francuski nosi w swym tornistrze laskę marszałka Francji", czyli może awansować z szeregowca na marszałka)).
W Świętym Cesarstwie Rzymskim nadawano tytuł marszałkowski do 1806, ale wygląd laski marszałkowskiej nie był ustalony. Przodkiem jej była używana już od XVI wieku laska komendanta.
W Królestwie Prus wprowadzono laskę marszałkowską dopiero w roku 1852. Była ozdobiona na przemian złotymi koronami królewskimi i orłami pruskimi. W innych państwach niemieckich Cesarstwa Niemieckiego używano wielu lokalnych odmian laski marszałkowskiej.
Jednolitą "wielką" laskę marszałkowską - czerwoną dla wojsk lądowych, jasnoniebieską dla sił powietrznych i ciemnoniebieską dla marynarki wojennej wprowadzono w Niemczech dopiero za czasów III Rzeszy. Oprócz niej istniała wprowadzona już w 1901 "mniejsza laska" (niem. Interimsfeldmarschallstab; noszona na co dzień), podobna do szpicruty, za czasów monarchii ozdobiona na głowicy koroną królewską, w czasach nazizmu ornamentem w kształcie ananasa. Laski marszałkowskie w III Rzeszy były ozdobione nazistowskimi orłami i podobiznami Krzyża Żelaznego. Przypominająca lunetę laska wielkiego admirała (niem. Grossadmiral) pokryta była ponadto ornamentami w kształcie kotwicy, a laska marszałka sił powietrznych czarnymi krzyżami belkowymi Luftwaffe.
Po nominacji Hermanna Göringa na marszałka Rzeszy (niem. Reichsmarschall) wykonano dla niego z białej kości słoniowej specjalny model laski, przyozdobiony złotymi nazistowskimi orłami, czarnymi krzyżami belkowymi i podobiznami Krzyża Żelaznego.
Wprowadzone w 1736 laski marszałkowskie Wielkiej Brytanii były pokryte czerwonym aksamitem i ozdobione ornamentami w kształcie złotych lwów brytyjskich, na głowicy ze św. Jerzym zabijającym smoka.
W ZSRR, posiadającym największą liczbę marszałków na świecie, laski marszałkowskie nie istniały, zamiast nich używano gwiazdy marszałkowskiej noszonej na mundurze.
Także obecny tytuł Marszałek Federacji Rosyjskiej oznaczany jest (przy większych paradach) Gwiazdą Marszałkowską noszoną jako odznaka na uniformie.